# Irena Rozsypalová
Irena Rozsypalová (* 18. dubna 1954 Brno) je česká herečka, operní režisérka, moderátorka, vysokoškolská učitelka a lektorka rétoriky a komunikace.

## Život
Narodila se 18. dubna 1954 v Brně a celé mládí prožila ve Slavkově u Brna. Pocházela z hudební rodiny, jejím otcem byl vyučený instalatér, ovšem zapálený slavkovský kapelník a organizátor kulturního života Břetislav Rozsypal (1923–1998). Stejné jméno dostal i její bratr Břetislav Rozsypal mladší. Od roku 1970 se po boku rodičů zapojila do aktivit místního ochotnického divadla. Studovala na gymnáziu v Bučovicích, kde maturovala v roce 1973. Pak vystudovala činoherní herectví na Janáčkově akademii múzických umění (JAMU) v Brně. Absolvovala roku 1977 v ročníku s Ladislavem Brücknerem, Annou Cónovou, Danielem Dítětem, Jiřím Kodešem, Lenkou Kodešovou, Iljou Kreslíkem, Evou Píchovou a Marií Sýkorovou.
Po absolutoriu nastoupila od srpna 1977 do činoherního souboru Státního divadla v Ostravě a jeho sólistkou zůstala dalších 15 let. Její první rolí se stala mladá matka Lena ve hře Ešelon sovětského dramatika Michaila Michailoviče Roščina, uvedené k 60. výročí Velké říjnové socialistické revoluce (VŘSR). Převzala však také úlohu Dámy v komediálním Penzionu pro svobodné pány v režii Jiřího Krejčíka a ztvárnila mimo jiné Živu v Radúzovi a Mahuleně (1978), Mančinku v Dalskabátech (1979), Slečnu Eynsford-Hillovou v Pygmalionu (1980), titulní roli v Maryši (1981), Dolly Hammovou v Sestupu Orfeově (1983), Eunice v Tramvaji do stanice Touha (1988), Paní Rogersovou v Deseti malých černoušcích (1988), Evženii v Brouku v hlavě (1991) a další. Po celé toto období účinkovala i v řadě televizních inscenací a seriálů; před kamerou debutovala v budovatelském životopisném dramatu Svědomí běžce režiséra Aloise Müllera (1977).
Současně s ostravským hereckým angažmá studovala rovněž na brněnské JAMU obor operní režie. Ukončila jej v roce 1989 absolventským představením melodramatu Radúz a Mahulena Julia Zeyera a Josefa Suka. Dne 21. srpna téhož roku se jí také narodil syn Michael, v říjnu přijela z Ostravy k rodičům do Slavkova, stýkala se zde mimo jiné s rodinnou přítelkyní režisérkou Sonjou Sázavskou a v listopadu 1989 se i s ní zapojila do místního revolučního dění, patřila mezi velmi aktivní osobnosti při zakládání Občanského fóra ve Slavkově, ačkoli zakládající členkou se nestala (byl jím ovšem její bratr Břetislav, mimo jiné spolu s budoucím premiérem Bohuslavem Sobotkou).
Po návratu do Ostravy pak Rozsypalová působila více než 20 let jako pedagožka jevištní mluvy a herectví a operní režisérka na pěveckém oddělení Janáčkovy konzervatoře. Kromě běžné výuky připravovala se studenty a studentkami každoročně operní představení, někdy zkrácené verze s klavírním doprovodem, jako třeba Mozartovy opery Figarova svatba, Bastien a Bastienka a Così fan tutte nebo Dvořákovu Rusalku, jindy celé opery i s orchestrem, například Dido a Aeneas Henryho Purcella, Hlas lesa Bohuslava Martinů nebo Žirafí operu Markéty Dvořákové (2007).
Ve stejném období pracovala i jako moderátorka víkendového vysílání v Českém rozhlase Ostrava nebo jako hlasová lektorka v České televizi Ostrava, kde také načítala mnoho textů k dokumentárním pořadům, moderovala také koncerty i kulturní a společenské akce, vedla kurzy rétoriky a komunikace. V Národním divadle moravskoslezském byla angažována jako asistentka režie u nastudování Kupce benátského (1991) a poté jako jazyková poradkyně u oper Piková dáma (1996), Bludný Holanďan (1997) či Prodaná nevěsta (1997).
V roce 2005 začala vyučovat jevištní řeč a herectví na katedře zpěvu Hudební fakulty JAMU v Brně a dále spolupracovala jako hlasová poradkyně v různých divadlech, např. v Městském divadle Brno nebo v opeře Národního divadla Brno. V roce 2013 se z Ostravy přestěhovala natrvalo do Brna a nadále se věnovala kurzům rétoriky a komunikace v brněnském studiu Sova. Příležitostně se vracela také do Slavkova k moderování různých událostí nebo v roce 2024 k režijnímu vedení ochotnické inscenace Maryši bratří Mrštíků.